# Aluminium(I)hydroxide
Aluminium(I)hydroxide, ook bekend onder de namen hydroxyaluminium(I) en aluminiummonohydroxide, is een anorganische verbinding met de molecuulformule {\displaystyle {\ce {AlOH}}}. De stof bestaat uit aluminium met oxidatiegetal (1+), gecombineerd met één hydroxide-ion. De stof is vastgesteld als moleculair deeltje in de zuurstofrijke atmosfeer van VY Canis Majoris, een ster van de rode superreusklasse.

## Synthese
In het laboratorium kan {\displaystyle {\ce {AlOH}}} gemaakt worden door aluminium te verhitten in een lage druk waterstofperoxide-atmosfeer. Een ander manier is om een mengsel van aluminiumdamp, waterstof en zuurstof te condenseren bij 10 K. Samen met {\displaystyle {\ce {AlOH}}} ontstaan ook {\displaystyle {\ce {Al(OH)2}}}, {\displaystyle {\ce {Al(OH)3}}}, {\displaystyle {\ce {AlOH}}}, {\displaystyle {\ce {HAl(OH)}}}, cyc-{\displaystyle {\ce {AlO2}}} en {\displaystyle {\ce {Al2O}}}.

## Eigenschappen
De binding tussen Al en O is 168,2 nm, en die tussen O en H 87,8 nm. De rotatieconstanten bedragen B0=15.740,2476 MHz en D0=0,02481 MHz.